# Harelbeke-Antwerpen-Harelbeke 1963
Harelbeke-Antwerpen-Harelbeke 1963 was de zesde editie van de wielerklassieker Harelbeke-Antwerpen-Harelbeke en werd verreden op 17 maart 1962. Het parcours was 201 km lang. Noël Foré won de koers na een massasprint.